# مجلس المواطنين
مجلس المواطنين (المعروف أيضًا باسم لجنة المواطنين أو هيئة المواطنين أو المحلفين من أفراد الشعب أو هيئة المحلفين السياسية أو مبادرة المواطنين للمراجعة أو مؤتمر التوافق أو مؤتمر المواطنين) عبارة عن هيئة مكونة من مواطنين اختِيروا عشوائيًا للتداول بشأن القضايا المهمة.
يعدّ شكلًا لآليات البحث التشاركي التي تعتمد على رمزية المحاكمة بواسطة هيئة المحلفين وبعض الممارسات، بغية حشد شريحة من الجمهور لدراسة القضايا المختارة. تُقدم المعلومات لتوفير مجموعة مشتركة من الحقائق، ويُنظر في الخيارات المتاحة وتُرسل التوصيات إلى السلطات المختصة. تنفذ بعض الدول التوصيات التي حصلت على الموافقة فقط في استفتاء شعبي لاحق. تهدف المجالس إلى زيادة ثقة الجمهور في الحكومة المنعقدة، من خلال معالجة «تباين المصالح» الناشئ بين الممثلين المنتخبين والناخبين، فضلًا عن «نقص المداولات في الهيئات التشريعية».
ترتبط ممارسات المجالس بتقاليد الديمقراطية التداولية وسيادة الشعب في النظرية السياسية. انبثقت هذه التقاليد من الديمقراطية الأثينية، لكنها ارتبطت حديثًا بكل من المنظرين والسياسيين كجزء من تحول تداولي في النظرية الديمقراطية. بدأ هذا التحول في ثمانينيات القرن العشرين، إذ تحول من الإطار النظري السائد للديمقراطية التشاركية إلى الديمقراطية التداولية، وبدايةً في أعمال جين مانسبريدج وجوزيف إم بيسيت. وُظفت المجالس في دول مثل كندا وهولندا للتداول، كالتداول حول النظام المعني بانتخاب السياسيين.
تعدّ هذه المجالس مبادرات حكومية عادةً، إلا أننا شهدنا تأسيس بعض المجالس المستقلة مثل لي جي 1000 في بلجيكا أو مشروع نحن المواطنون في أيرلندا. بدأ برلمان الشعب كمنتدى بريطاني لمواطنين اختيروا عشوائيًا وقُدّم كبرنامج تلفزيوني. تُعقد مجالس المواطنين الآن على مستوى عالمي.
اقتُرح تأسيس مجالس المواطنين كحل محتمل للتعامل مع القضايا الخلافية والمسيّسة للغاية مثل زواج المثليين، والإجهاض، والبريكست، وعزل الكربون.

## السمات المميزة

### العضوية
يعد اختيار الأعضاء وإدارتهم جزءًا لا يتجزأ من تحقيق هدف الجمعية. بعض الأجزاء موصوفة أدناه.

#### الاختيار
يُعتمد على الانتقاء شبه العشوائي أو الديمارية لضمان احتواء الطيف التمثيلي للسكان. وعلى النقيض من ذلك، فإن الانتخابات تغالي في تمثيل المواطنين الذين يتمتعون بمزايا متنوعة. يوصى بالانتقاء العشوائي على أساس المساواة وفعالية التكلفة والتمثيل. يكون الانتقاء فقط شبه عشوائي، بسبب المتغيرات الإضافية للانتقاء الذاتي واعتماد التمثيل المفرط لمجموعات محددة. لا يمكن إجبار الأشخاص على المشاركة، وقد يتسم أولئك الذين يختارون الانسحاب بخصائص تجعل المجموعة المفتقرة إليهم أقل تمثيلًا. ولمنع ذلك، يمكن تحديد حصص لاستعادة التوازن. يتميز الاختيار العشوائي في الحوكمة بأهمية تاريخية، وطُبق لأول مرة في الديمقراطية الأثينية والمجتمعات الأوروبية المختلفة.

#### الحدود الزمنية
يعد التبدّل المنتظم للممثلين شرطًا، إذ يخدم المشاركون لفترة محدودة. يعدّ هذا المعيار مهمًا للحفاظ على تنوع وجهات النظر على المدى الطويل، وتجنب فرز المجلس إلى مجموعات داخلية وخارجية مؤديًا إلى التحيز في النتائج. قد يصبح المجلس متجانسًا عند غياب الحدود الزمنية أو قد يتحول إلى المصلحة الخاصة، متجاهلًا الصالح العام.

#### حجم المجلس
يجب أن يكون حجم مجلس المواطنين كبيرًا بما يكفي لاستيعاب شريحة تمثيلية من السكان. يعتمد الحجم على الغرض والتركيبة السكانية وحجم السكان في المجتمع. تكون المجالس صغيرة نسبيًا لسهولة الإدارة وضمان المشاركة النشطة بين جميع الأعضاء. تتكون المجالس عادةً من 50-200 مواطن. تألف مؤتمر الدستور في أيرلندا للفترة 2012-2014 من 66 مواطنًا و33 ممثلًا اختارتهم الأحزاب السياسية، ورئيس، وقد عين المجلس الأيرلندي الدوري اللاحق 99 مواطنًا يعكسون التنوع الديموغرافي للبلاد، وعين رئيسًا خبيرًا. تألف مجلس المواطنين في اسكتلندا لعامي 2019-2020 من 100 مواطن، بينما ضم مجلس المواطنين للمناخ في المملكة المتحدة 110 عضوًا لعام 2020.

### الوظائف
لا تُحدد حدود زمنية مسبقة لوظيفة مجلس المواطنين. اقتصرت غاية المجالس تاريخيًا على المقترحات المتعلقة بالإصلاح الانتخابي، إلا أن غاية الجمعية يمكن أن تنطوي على أي شيء متعلق بالحوكمة.

#### سلطة الاقتراح مقابل سلطة اتخاذ القرار
تُقترح المجالس المعاصرة بدلًا من أن تُسن، بينما تُسن مقترحات المجلس من قبل السلطة المعنية. وقد يُرسل المقترح في بعض الأحيان إلى جمهور الناخبين على شكل استفتاء.

### الإجراءات

#### التداول
تعدّ الطبيعية التداولية السمة الرئيسية للمجالس. تسمح المداولة بتثقيف المشاركين، الذين قد لا يكونون على دراية بمسألة محددة تهمهم. توفر المجالس عادةً الوصول إلى الخبراء، كالسياسيين والمحللين والعلماء وغيرهم من الخبراء الموضوعيين. تهدف المجالس إلى تثقيف المشاركين والتوصل إلى تصويت أو نتيجة تمثل مصلحة الجمهور الواعي، من خلال دمج آراء الخبراء ومعلوماتهم وحججهم ثم مطالبة المشاركين بالانخراط في مناقشة تعاونية. تسمح المداولة بتمثيل الشخص العادي، ومحاولة التخفيف من المعلومات المغلوطة والجهل واللامبالاة. تسعى المبادرات مثل الاقتراع التداولي للاستفادة من هذه الميزة.
يجادل باركنسون بأن القصد من التداول هو «استبدال مسرحيات السلطة ونوبات الغضب السياسية بصوت العقل المعتدل». تسعى المداولة إلى التوفيق بين الفعالية الإجرائية والنتائج الموضوعية. يعتقد باركنسون أن العملية تعيد صياغة «الشرعية السياسية» على أنها «لا تشمل فقط القيام بالأشياء بالشكل الصحيح، وإنما القيام بالأشياء الصحيحة». يتناقض هذا الرأي مع السرد الإجرائي للشرعية السياسية، والذي يقول بصدده راولز «إن هناك إجراء صحيح أو عادل يجعل النتيجة أيضًا صحيحة أو عادلة مهما كانت، بشرط اتباع الإجراء بالشكل الصحيح». قد نعتبر المداولة في حد ذاتها إجراء، إلا أنها تدمج معلومات واقعية عن عمد، ومن ثم توسع النظر في الشرعية السياسية.

#### تحديد جدول الأعمال
يتضمن تحديد جدول الأعمال وضع خطة للقضايا الموضوعية التي يتعين على المجلس النظر فيها. إذ قد تحدد الهيئة التشريعية جداول الأعمال قبل انعقاد المجالس، كما في المجالس في كولومبيا البريطانية وأونتاريو. يجزم دال بأن التحكم النهائي بجداول الأعمال عنصر أساسي للديمقراطية المثالية، قائلًا: «يجب أن يكون لهيئة المواطنين السيطرة الحصرية لتحديد الأمور التي سيُبَتّ فيها أو التي لا يجب تقريرها». بقيت المشكلة قائمة دون حل، إذ أن كلا الأجندتين المفروضتين سواء من خارج الهيئة أو من هيئة داخلية صغيرة تحدان من نطاق المشاركين. وعلى اعتبار أن عملية الالتماس توسع نظريًا عملية تحديد جدول الأعمال لجميع المواطنين، فإن آليات جمع الالتماسات قد تكون مرهقة. كتب فيشكين أن «تكافؤ الفرص رسمي ورمزي، في حين أن التحكم النهائي الفعال يُمارس من قبل الذين يمكنهم تمويل جامعي التواقيع».

### القرار
يتوجب على المجلس في مرحلة ما أن يختتم مداولاته ويقدم الاستنتاجات والتوصيات. يجري ذلك عادةً من خلال التصويت. يهدف استخدام الاقتراع السري إلى تقليل تأثير ضغط الأقران والسيطرة على المقارنة الاجتماعية.